# Liberty (Saskatchewan)
Liberty es un pueblo canadiense situado en la provincia de Saskatchewan.

## Superficie
Liberty tiene una superficie de 1,42 km².

## Demografía
En 2021, tenía 68 habitantes, una densidad poblacional de 47,7 hab./km², y 42 viviendas.